# Resolución 175 del Consejo de Seguridad de las Naciones Unidas
La resolución 175 del Consejo de Seguridad de las Naciones Unidas fue aprobada por unanimidad el 12 de septiembre de 1962, tras haber examinado la petición de Trinidad y Tobago para poder ser miembro de las Naciones Unidas. El Consejo recomendó a la Asamblea General la aceptación de Trinidad y Tobago como miembro.